# Ксилоза
Ксилоза або деревний цукор — моносахарид-альдопентоза, що містить п'ять атомів вуглецю та альдегідну функціональну групу. Хімічна формула ксилози C5H10O5. Ксилоза міститься в ембріонах більшості рослин.